# Мокреш (Монтанська область)
Мо́креш (болг. Мокреш) — село в Монтанській області Болгарії. Входить до складу общини Вилчедрим.

## Населення
За даними перепису населення 2011 року у селі проживали 803 особи.
Національний склад населення села:
| Національність   | Кількість осіб | Відсоток |
| ---------------- | -------------- | -------- |
| болгари          | 591            | 78,0%    |
| цигани           | 146            | 19,3%    |
| турки            | 4              | 0,5%     |
| інша             | 0              | 0%       |
| не визначились   | 17             | 2,2%     |
| Всього відповіли | 758            |          |

Розподіл населення за віком у 2011 році:
Динаміка населення: